# Pichidangui
Pichidangui – miasto w Chile, w regionie Coquimbo, w prowincji Choapa, nad Oceanem Spokojnym.